# Самушия, Сулико Герасимовна
Сулико Герасимовна Самушия (1937, Цаленджихский район, Грузинская ССР) — ум. 2020 год) колхозница колхоза имени Тбилиси Цаленджихского района, Грузинская ССР. Герой Социалистического Труда (1966).

## Биография
Родилась в 1937 году в крестьянской семье в одном из сельских населённых пунктов Цаленджихского района. С середины 1950-х годов трудилась рядовой колхозницей на чайной плантации колхоза имени Тбилиси Цаленджихского района. Ежегодно показывала высокие трудовые результаты. В возрасте 22 лет за выдающиеся трудовые результаты и в связи с 50-летием Международного женского дня была награждена Орденом Трудового Красного Знамени.
Досрочно выполнила личные социалистические обязательства и плановые задания Семилетки (1959—1966). Указом Президиума Верховного Совета СССР от 2 апреля 1966 года удостоена звания Героя Социалистического Труда за «достигнутые успехи в развитии сельского хозяйства, промышленности и науки Грузинской ССР» с вручением ордена Ленина и золотой медали «Серп и Молот» (№ 10896).
В последующем окончила медицинское училище и трудилась в области здравоохранения.
После выхода на пенсию проживала в Цаленджихском районе.
Награды
- Герой Социалистического Труда
- Орден Ленина
- Орден Трудового Красного Знамени (07.03.1960)